# Liste progressiste pour la Paix
La Liste progressiste pour la Paix (hébreu : הרשימה המתקדמת לשלום, HaReshima HaMitkademet LeShalom) était un parti politique israélien de gauche formé par l'alliance d'activistes arabes et israéliens de gauche.

## Histoire
Le parti fut créé en 1984 par une fusion du Mouvement pour une Alternative juive, le Mouvement progressiste de Nazareth, ainsi que de nombreuses individualités. Il disputa les élections législatives de 1984, y remportant deux sièges occupés par Mohammed Miari et Mattityahu Peled. 

### Tentative d'exclusion
En 1985, la loi fondamentale traitant de la Knesset fut amendée afin d'y adjoindre la section 7a, intitulée « Interdiction de participation à des listes de candidats ». Cet ajout comprend le passage suivant :

« Une liste de candidats ne devrait pas participer aux élections pour la Knesset si son objet ou ses actes, de manière explicite ou implicite, correspond à l'un des points suivants (...) négation de l'Etat d'Israël comme état du Peuple juif. »

La première motivation de cet amendement était de rendre illégaux les partis racistes comme le Kach, dont les membres sont impliqués dans le terrorisme. Cependant, afin de présenter cet amendement comme équilibré, ses auteurs pensèrent également à rendre illégaux les partis de gauche perçus comme menaçant le caractère juif de l'État d'Israël.
Bien que ce qui constitue une «  négation de l'Etat d'Israël comme état du Peuple juif. » ne soit pas très explicite, des positions comme le soutien à la solution de l'état binational - état unique comprenant la bande de Gaza et la Cisjordanie, à la fois juif et arabe - ou le soutien à l'octroi aux Arabes des mêmes droits que les Juifs à s'établir en Israël pourraient en relever.
Le 17 juin 1988, avant les élections législatives, le Comité central pour les élections utilisa ce point comme justification pour interdire la participation électorale de la Liste progressiste pour la Paix. Le parti fit appel de cette décision devant la Cour suprême, qui infirma la décision du Comité central pour les élections et rendit possible la participation de la Liste progressiste pour la Paix aux élections. Cependant, la Cour n'a pas informé la section 7a : elle a principalement statué que la Liste progressiste pour la Paix ne tombait pas sous son application.
Selon la brève présentée par Yossi Bard, membre important du parti, la Liste progressive pour la Paix ne discute pas du caractère juif d'Israël, mais penser que ce caractère doit être interprété au regard du caractère démocratique d'Israël, c'est-à-dire que le caractère juif d'Israël ne peut être prétexte à discrimination envers les citoyens non-juifs, cette discrimination indiquant par définition qu'Israël n'est pas une démocratie. C'est pourquoi la Liste progressiste pour la Paix tenant pour acquis que la majorité des citoyens israéliens est juive, leur culture et leurs traditions influencent naturellement la culture globale du pays, ce à quoi le parti n'a aucune objection.
Les juristes du Kach présentèrent ce qu'ils appelèrent « une sorte de brève-reflet », dans laquelle ils indiquèrent que le Kach n'a pas d'objection au caractère démocratique de d'Israël, mais que celui-ci doit être interprété au regard du caractère juif de l'état - c'est-à-dire que le caractère démocratique d'Israël ne peut signifier aucune entorse à la position prééminente des Juifs dans toutes les sphères de la vie israélienne, une telle entorse signifiant qu'Israël ne peut alors être un état juif (ou du moins, ce que le Kach considère être un état juif). Le Kach indique alors ne pas avoir d'objection à l'élection de dirigeants lors de scrutins libres et à ce que les organisations et partis politiques aient liberté d'expression tant que le pouvoir économique et politique est exclusivement aux mains des Juifs.
La Cour suprême brisa cette « symétrie » en approuvant la Liste progressiste pour la Paix et en déboutant le Kach, ce qui conduisit à l'interdiction du dernier et à l'autorisation de la première. Cet avis créa un précédent crucial dans la jurisprudence constitutionnelle israélienne en indiquant que le soutien à l'égalité des droits pour les Arabes israéliens n'est pas un déni du caractère d'état juif démocratique d'Israël, alors que s'opposer à cette égalité est bien le contraire.

### Adam Keller en Cour martiale
En avril 1988, Adam Keller, porte-parole de la Liste progressiste pour la Paix, fut arrêté par la police militaire pour infraction au devoir militaire de réserve obligatoire pour tous les hommes juifs israéliens. Il fut accusé d'avoir fait des graffitis sur 117 tanks et autres véhicules militaires, exhorté les soldats à refuser de servir dans les Territoires occupés et d'avoir retiré des ordres permanents de panneaux d'affichage et de les avoir remplacés par des tracts de la Liste progressive pour la Paix exprimant la « colère et la protestation » contre « l'élimination systématique des manifestants palestiniens désarmés » et appelant à « la création d'un état palestinien indépendant, au côté de l'état d'Israël ». Adam Keller avoua les actes qu'on lui avait attribués, les revendiqua même en les déclarant plus dignes d'éloges que criminels. À la fois durant les interrogatoires et son procès, Adam Keller répéta constamment avoir agi seul, sans implication d'autres membres du parti ou se réclamant du parti, les tracts du parti ayant été laissés dans son sac lors d'une réunion à laquelle il assistait la nuit précédant son ordre d'incorporation, et qu'il ne les avait pas apportés avec l'intention préméditée de les distribuer aux soldats mais plutôt de les avoir apposé sur le tableau d'affichage militaire par réaction spontanée à une nouvelle radiodiffusée faisant part d'actes de répression particulièrement durs par des soldats en Cisjordanie.
Le témoignage d'Adam Keller fut accepté, et aucune mesure légale ne fut prise à l'encontre des autres membres de la Liste progressiste pour la Paix ou contre le part même dans son ensemble, bien que certains éditeurs et politiciens de droite se furent indignés de cette situation. Cependant, Beate Zilversmidt, épouse d'Adam Keller, reçut une standing ovation lors de la conférence du parti se tenant à Nazareth lors du deuxième mois de son incarcération, et les membres du parti, bien que non consultés à l'avance, approuvèrent clairement cet acte.

## Déclin
Lors des élections législatives de novembre 1988, le parti n'obtint qu'un siège, occupé par Mohammed Miari. Pour les élections de 1992, le seuil électoral fut élevé jusqu'à 1,5 %. La Liste progressiste n'obtint que 0,9 % des suffrages, perdant leur représentation à la Knesset.

## Perspective historique
Lors d'une réunion tenue à Tel Aviv le 22 avril 1994, afin de marquer les dix ans depuis la formation Liste progressiste pour la Paix, l'ancien porte-parole Adam Keller indiqua :

« Lorsque nous constituâmes la Liste progressiste pour la Paix, nous espérions créer une force politique composée et de Juis et d'Arabes, qui serait devenue un élément permanent du paysage politique israélien. Malheureusement, cela n'arriva pas. Mais nous avons accompli quelque chose d'important : rendre plus démocratique Israël, en faisant que les citoyens arabes ait un usage plus tangible de l'urne (...) Dans le système politique israélien tel que construit sous Ben Gourion et ayant vécu jusqu'en 1984, les citoyens arabes avaient en pratique seulement deux options électorales : soit ils soutenaient l'un des partis satellites créés par le parti Mapaï au pouvoir, et complètement inféodés à ce dernier, soit ils soutenaient le Parti communiste israélien qui a fait quelques bonnes choses pour les Arabes, mais dont le Secrétaire général était invariablement un Juif. Tout groupe d'Arabes essayant de monter un parti non-inféodé au gouvernement ou communiste était immédiatement banni, comme Al Ard (...) Aujourd'hui, bien que la Liste progressiste pour la Paix soit éteinte, son héritage perdure. Nous avons irrévocablement détruit la frontière. Aujourd'hui, tout comme un Juif nationaliste, un Arabe nationaliste peut créer un parti et être élu à la Knesset. De même, comme un parti religieux juif (plusieurs, en fait), un parti religieux musulman peut être représenté à la Knesset. Vous n'avez pas besoin d'apprécier tous les partis pouvant entrer à la Knesset pour apprécier qu'un droit démocratique de base puisse être aujourd'hui exercé. »